# Prisión de Eiraeiro
La Prisión de Eiraeiro es una cárcel clandestina en Eritrea, situada a unos 15 kilómetros al norte de la ciudad de Asmara la capital de ese país africano. La prisión alberga a los presos políticos de alto nivel del régimen eritreo. Muchos de sus prisioneros han muerto mientras estaba en prisión. Algunos prisioneros notables incluyen a Dawit Isaak y Fesshaye Yohannes. 